# Lista de deputados estaduais do Amazonas da 17.ª legislatura
Esta é a lista de deputados estaduais do Amazonas para a legislatura 2011–2015.

## Composição das bancadas
| Partido | Líder                 | Bancada | Posição      |
| ------- | --------------------- | ------- | ------------ |
| PMDB    | Marcos Rotta          | 5 / 24  | Governo      |
| PP      | Conceição Sampaio     | 3 / 24  | Governo      |
| PT      | José Ricardo Wendling | 2 / 24  | Oposição     |
| PMN     | Josué Neto            | 2 / 24  | Governo      |
| PTN     | Orlando Cidade        | 2 / 24  | Governo      |
| PRP     | Ricardo Nicolau       | 1 / 24  | Governo      |
| DEM     | Sidney Leite          | 1 / 24  | Governo      |
| PRTB    | Fausto Souza          | 1 / 24  | Governo      |
| PTB     | Vera Castelo Branco   | 1 / 24  | Governo      |
| PSC     | Francisco de Souza    | 1 / 24  | Governo      |
| PSDB    | Arthur Bisneto        | 1 / 24  | Oposição     |
| PPS     | Luiz Castro           | 1 / 24  | Oposição     |
| PSL     | Tony Medeiros         | 1 / 24  | Independente |
| PSB     | Marcelo Ramos         | 1 / 24  | Oposição     |
| PR      | Cabo Alcimar Maciel   | 1 / 24  | Independente |

## Deputados Estaduais
Estavam em jogo 24 cadeiras da Assembleia Legislativa do Amazonas.
| Número | Deputados estaduais eleitos | Partido | Votação | Percentual | Cidade onde nasceu | Unidade federativa |
| 15666  | Belarmino Lins              | PMDB    | 52.092  | 3,57%      | Fonte Boa          | Amazonas           |
| 15777  | Marcos Rotta                | PMDB    | 47.090  | 3,23%      | Cianorte           | Paraná             |
| 13610  | José Ricardo Wendling       | PT      | 38.380  | 2,63%      | Montenegro         | Rio Grande do Sul  |
| 11789  | Conceição Sampaio           | PP      | 35.503  | 2,44%      | Alenquer           | Pará               |
| 44789  | Ricardo Nicolau             | PRP     | 31.748  | 2,18%      | Manaus             | Amazonas           |
| 25555  | Sidney Leite                | DEM     | 30.399  | 2,09%      | Manaus             | Amazonas           |
| 33155  | Josué Neto                  | PMN     | 28.448  | 1,95%      | Manaus             | Amazonas           |
| 11111  | Adjuto Afonso               | PP      | 28.313  | 1,94%      | Manaus             | Amazonas           |
| 11233  | Chico Preto                 | PP      | 26.153  | 1,79%      | Manaus             | Amazonas           |
| 33033  | David Almeida               | PMN     | 24.479  | 1,68%      | Manaus             | Amazonas           |
| 28000  | Fausto Souza                | PRTB    | 24.228  | 1,66%      | Manaus             | Amazonas           |
| 14123  | Vera Castelo Branco         | PTB     | 24.207  | 1,66%      | Araguari           | Minas Gerais       |
| 20123  | Francisco Souza             | PSC     | 24.090  | 1,65%      | Solonópole         | Ceará              |
| 15123  | Vicente Lopes               | PMDB    | 23.642  | 1,62%      | Serrita            | Pernambuco         |
| 15333  | Wanderley Dallas            | PMDB    | 23.529  | 1,61%      | Sobral             | Ceará              |
| 15222  | Regis da Silva              | PMDB    | 23.444  | 1,61%      | Manaus             | Amazonas           |
| 45123  | Arthur Bisneto              | PSDB    | 21.256  | 1,46%      | Brasília           | Distrito Federal   |
| 23333  | Luiz Castro                 | PPS     | 18.609  | 1,28%      | São Paulo          | São Paulo          |
| 17777  | Tony Medeiros               | PSL     | 18.602  | 1,28%      | Parintins          | Amazonas           |
| 40789  | Marcelo Ramos               | PSB     | 18.595  | 1,28%      | Manaus             | Amazonas           |
| 13633  | Sinésio Campos              | PT      | 17.597  | 1,21%      | Santarém           | Pará               |
| 19000  | Abdala Fraxe                | PTN     | 17.500  | 1,20%      | Boa Vista          | Roraima            |
| 22333  | Cabo Maciel                 | PR      | 16.259  | 1,12%      | Humaitá            | Amazonas           |
| 19799  | Orlando Cidade              | PTN     | 10.961  | 0,75%      | Manicoré           | Amazonas           |